# Tramwaje w El Reno
Tramwaje w El Reno − zlikwidowany system komunikacji tramwajowej w El Reno w Oklahomie w Stanach Zjednoczonych.

## Historia
Pierwszymi tramwajami w El Reno były tramwaje benzynowe, które kursowały na 3 km trasie do 1908, kiedy linia została zelektryfikowana. W 1911 spółka El Reno Interurban Railway Co., która była operatorem tramwajów, została przejęta przez Oklahoma Railway Company. 3 grudnia 1911 otwarto podmiejską trasę do Oklahoma City. Ostatecznie tramwaje w El Reno zlikwidowano 6 lub 9 listopada 1946. Rozstaw szyn na trasie wynosił 1435 mm.